# بيدرو بارني
بيدرو بارني (بالبرتغالية: Pedro Barny‏) هو لاعب كرة قدم ومدرب كرة قدم برتغالي في مركز الدفاع، ولد في 20 يوليو 1966 في بورتو في البرتغال. شارك مع منتخب البرتغال تحت 21 سنة لكرة القدم. أما مع النوادي، فقد لعب مع إستريلا دا أمادورا وديبورتيفو داس أيفيس وسبورتينغ لشبونة ونادي بوافيشتا ونادي بيلينينسش.

## وصلات خارجية
- بيدرو بارني على موقع قاعدة بيانات كرة القدم.إي يو (الإنجليزية)